# سائول آلوارس
سائول «کانِلو» آلوارِس (اسپانیایی: Saúl "Canelo" Álvarez‎؛ زادهٔ ۱۸ ژوئیهٔ ۱۹۹۰) بوکسور حرفه‌ای میان‌وزن اهل مکزیک است. او چندین بار در چهار وزن متفاوت قهرمان جهان شده‌اسست. او از ۶۵ مبارزه فقط دو شکست دارد ؛ در سال ۲۰۱۳ به فلوید میودر و در سال ۲۰۲۲ به دیمیتری بیول .
⋮